# خوان ألبرتو مونتيس
خوان ألبرتو مونتيس (بالإسبانية: Juan Alberto Montes)‏ هو مؤرخ أرجنتيني، ولد في 12 ديسمبر 1902 في بوينس آيرس في الأرجنتين، وتوفي في 30 يونيو 1986 في روساريو في الأرجنتين.